# Präsidentenpalast Osttimors

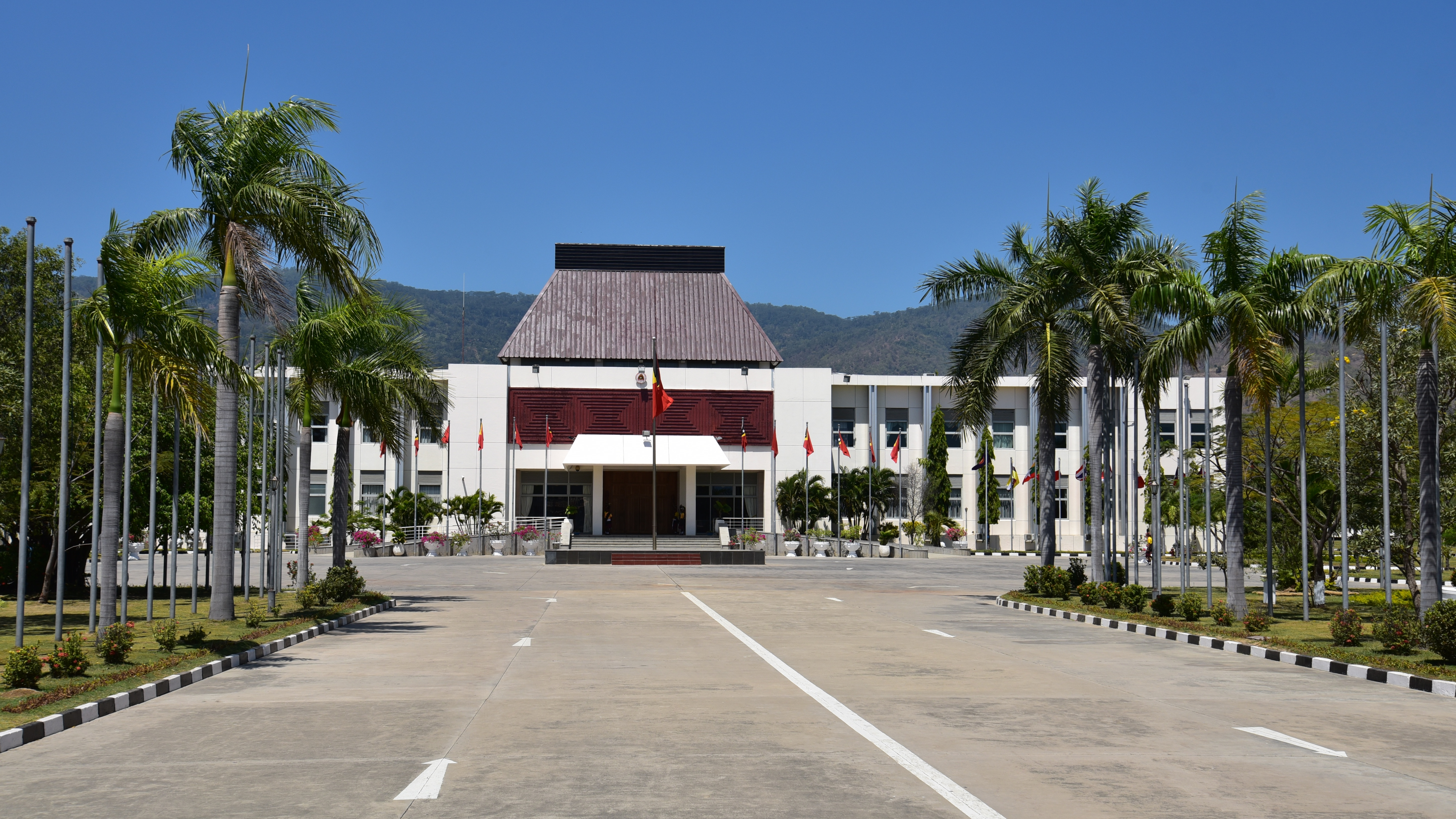
Präsidentenpalast Osttimors (2023)

Der Präsidentenpalast Osttimors ist der Amtssitz des Staatspräsidenten des Landes. Offiziell heißt das Gebäude Palácio Presidente Nicolau Lobato nach Nicolau dos Reis Lobato, dem ersten Premierminister und späteren Präsidenten des Landes. Ursprünglich sollte das Gebäude „Palast der Hoffnung“ (portugiesisch Palácio de esperança) heißen.

## Gebäude und Einrichtung

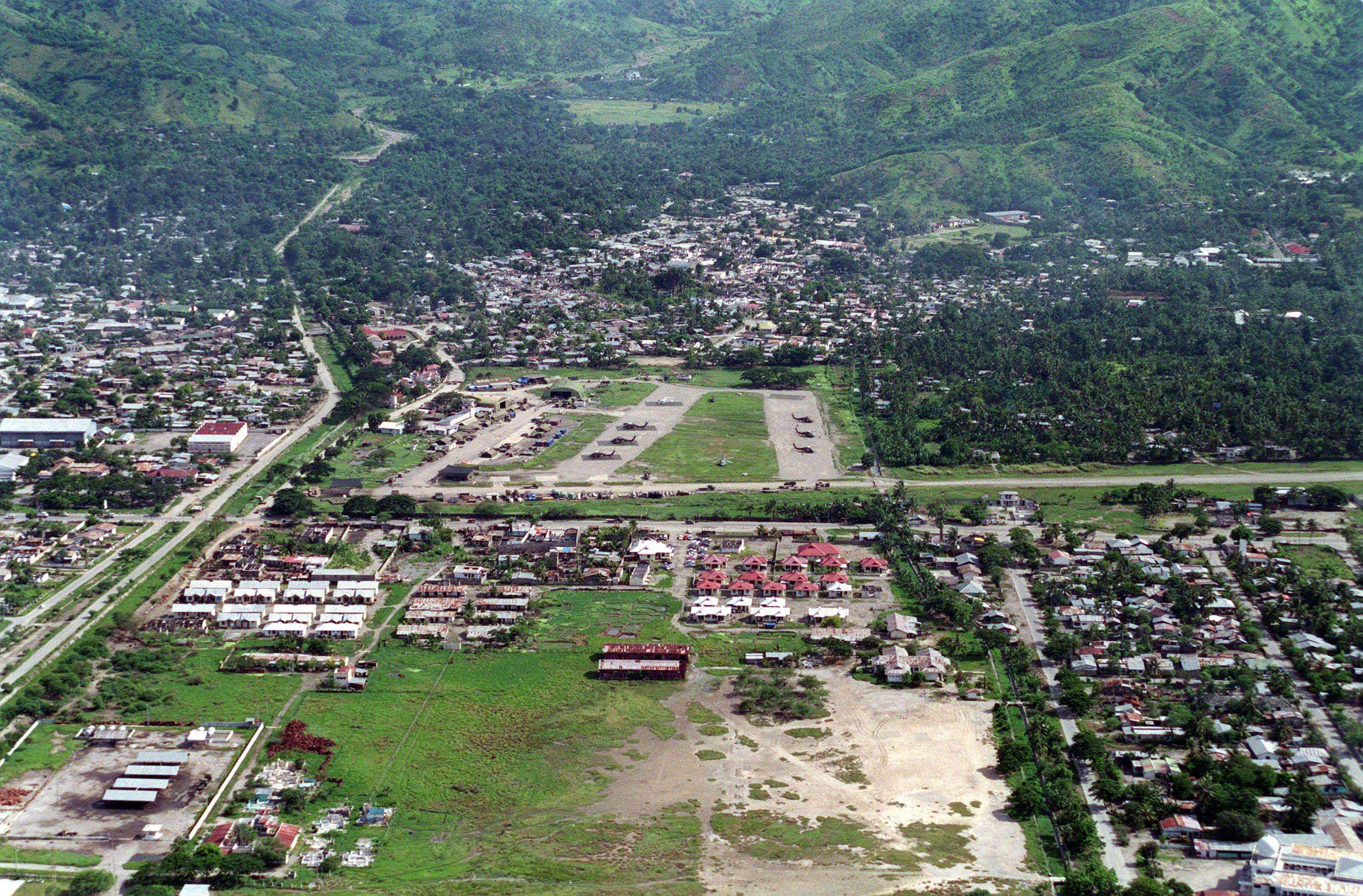
Die heutige Avenida Nicolau Lobato im Februar 2000 mit Kampung Alor im Vordergrund mit großen Freiflächen. Auf dem Hubschrauberlandeplatz in Bairro Pite steht heute der Präsidentenpalast

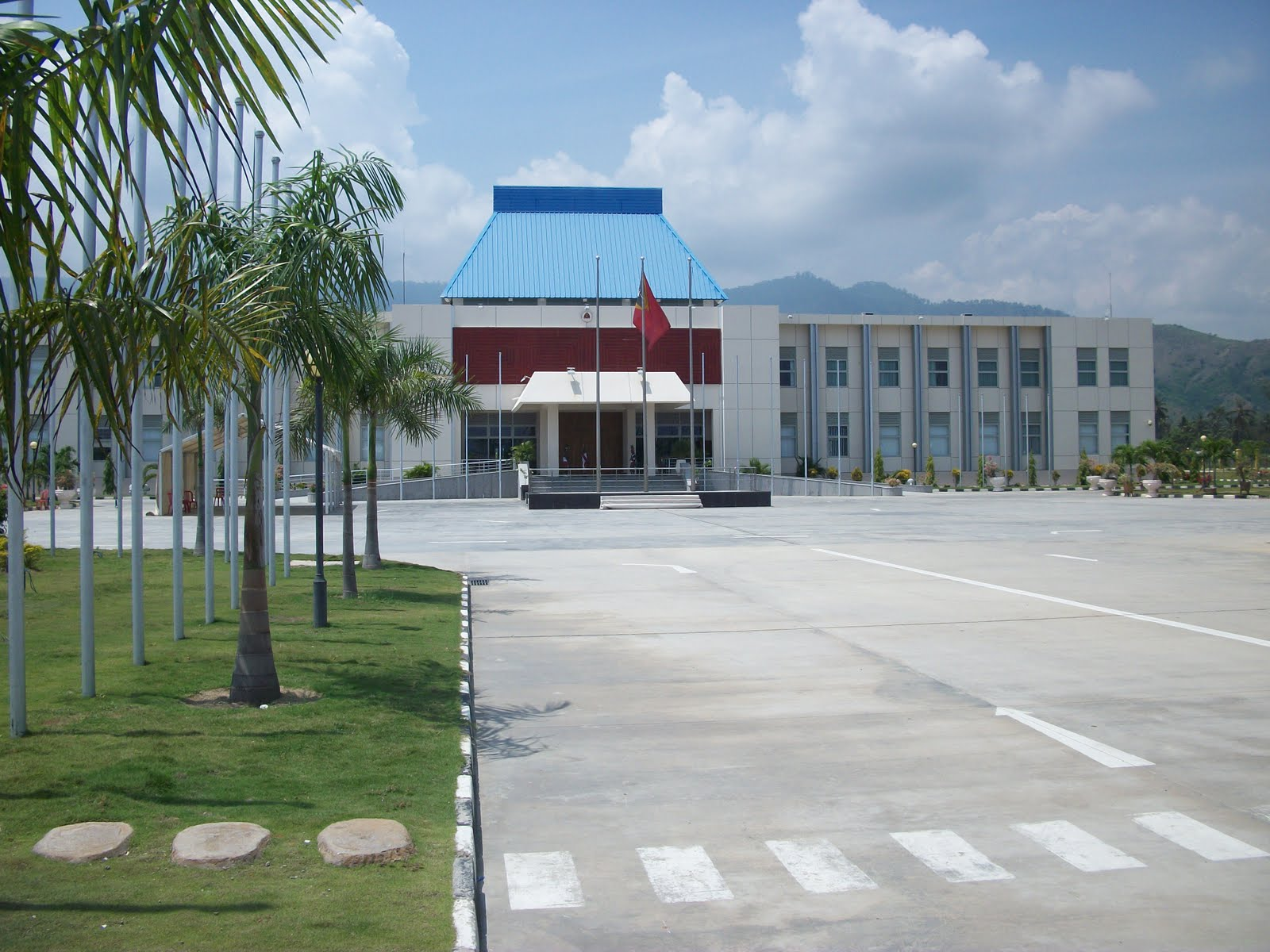
Präsidentenpalast Osttimors (2014) noch mit blauem Dach

Der Palast liegt an der Avenida Nicolau Lobato im Suco Bairro Pite der Landeshauptstadt Dili, westlich des Stadtzentrums. Zuvor befand sich hier ein Hubschrauberlandeplatz der Internationalen Stabilisierungskräfte und am Ende der portugiesischen Kolonialzeit der Flughafen Dilis. Der zentrale Bereich des Palastes mit dem E-förmigen Grundriss trägt ein steil ansteigendes, das dem timoresischen Stil nachempfunden ist. Das zunächst blaue Dach ist spätestens seit 2015 dunkelbraun. Ein Park umgibt den Palast, im Südosten befindet sich ein kleiner Hubschrauberlandeplatz. Das Gebäude verfügt über den ersten Fahrstuhl des Landes.
In der Eingangshalle des Palastes befindet sich eine Dinosaurierausstellung mit dem Skelett eines Tarbosaurus bataar, eines Verwandten des Tyrannosaurus. Das Skelett wurde in der Mongolei ausgegraben und ist eine Leihgabe der Monash University, als Anschauungsobjekt für Schulkinder. Ursprünglich war es Teil einer Dinosaurierausstellung der Monash University im alten Marktgebäude Dilis, das heute als Messezentrum dient. Das Skelett wurde dann auf Vorschlag von Präsident José Ramos-Horta in den Präsidentenpalast gebracht, wo es bleiben soll, bis das Nationalmuseum Osttimors fertig gebaut ist. Oftmals werden Gäste und neue Botschafter vor dem Dinosaurierskelett begrüßt.

## Geschichte

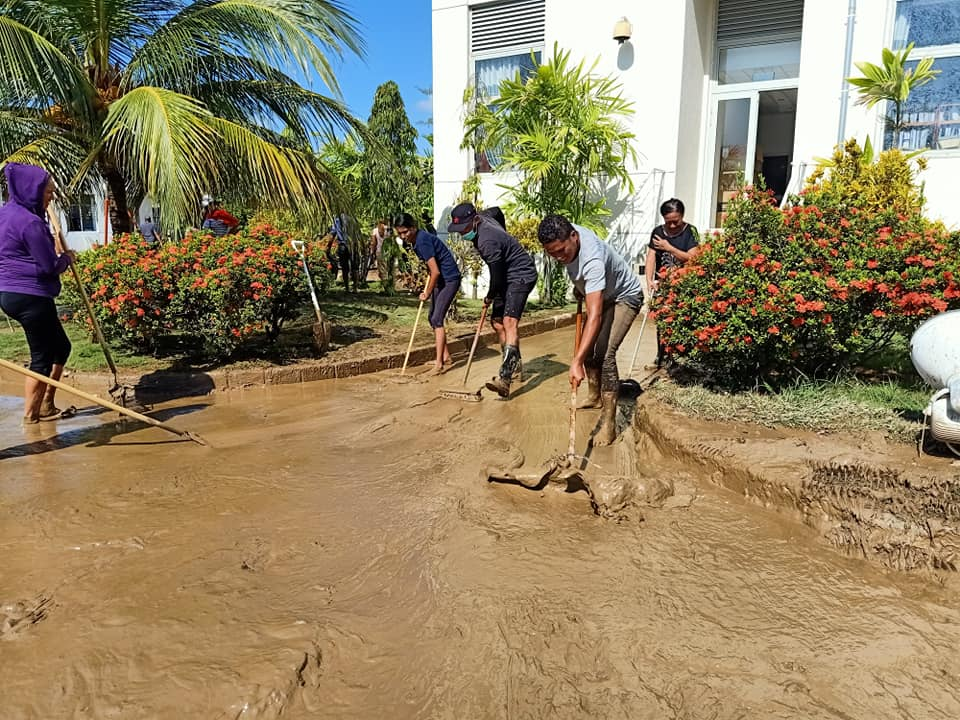
Reinigungsarbeiten nach den Überschwemmungen in Dili 2020

Der Grundstein für den Bau wurde am 2. Juli 2007 gelegt. Die Finanzierung übernahm die Volksrepublik China. Im April 2009 wurde der Palast fertiggestellt, die feierliche Einweihung fand am 27. August 2009 statt. Zuvor diente der Palácio das Cinzas als Sitz des Staatspräsidenten. Als im Februar 2013 der Präsidentenpalast durch Überflutungen mit Schlamm verunreinigt wurde, diente der Palácio de Lahane als vorübergehender Sitz des Staatspräsidenten. Als es im März 2020 und April 2021 in Dili erneut zu großen Überschwemmungen kam, war auch der Präsidentenpalast wieder davon betroffen.

## Galerie

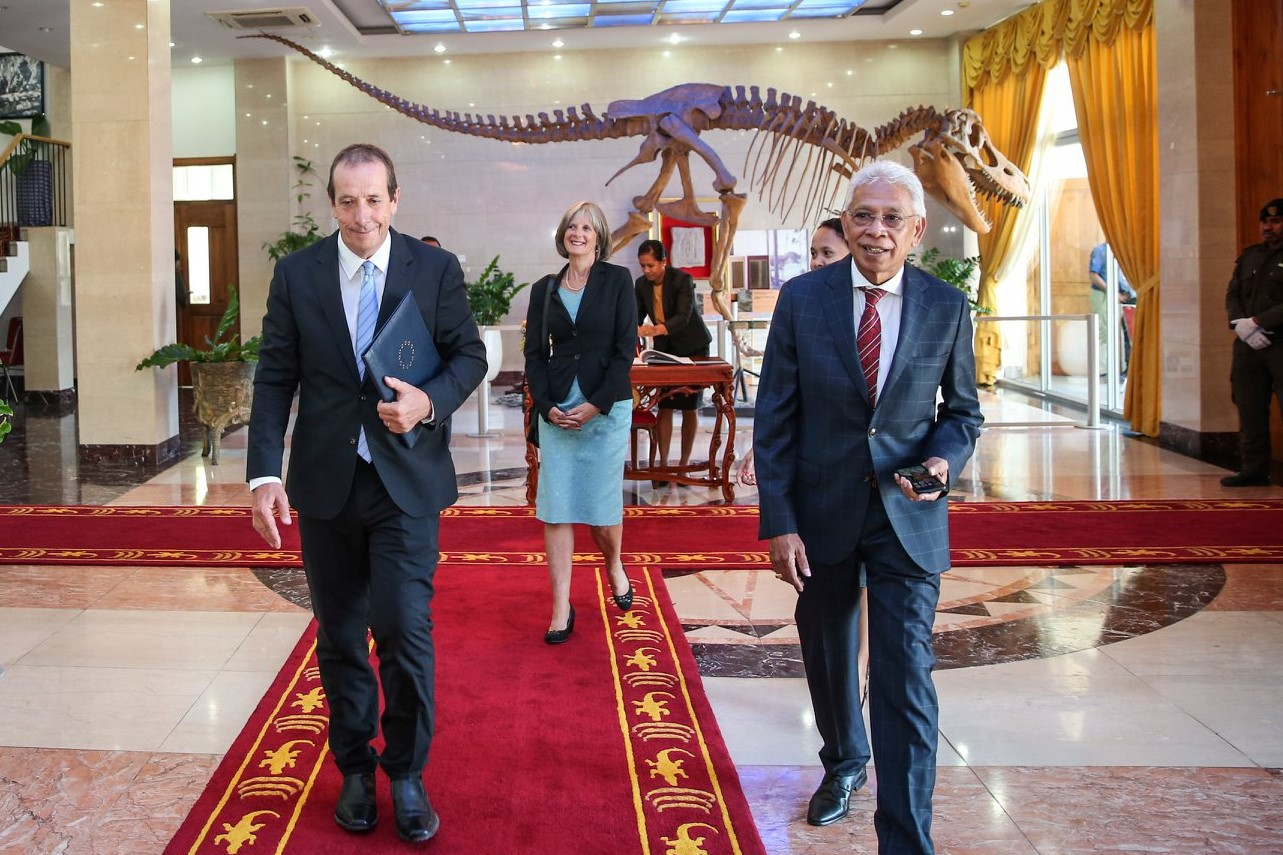
Der Botschafter der Europäischen Union Andrew Jacobs vor dem Skelett des Tarbosaurus
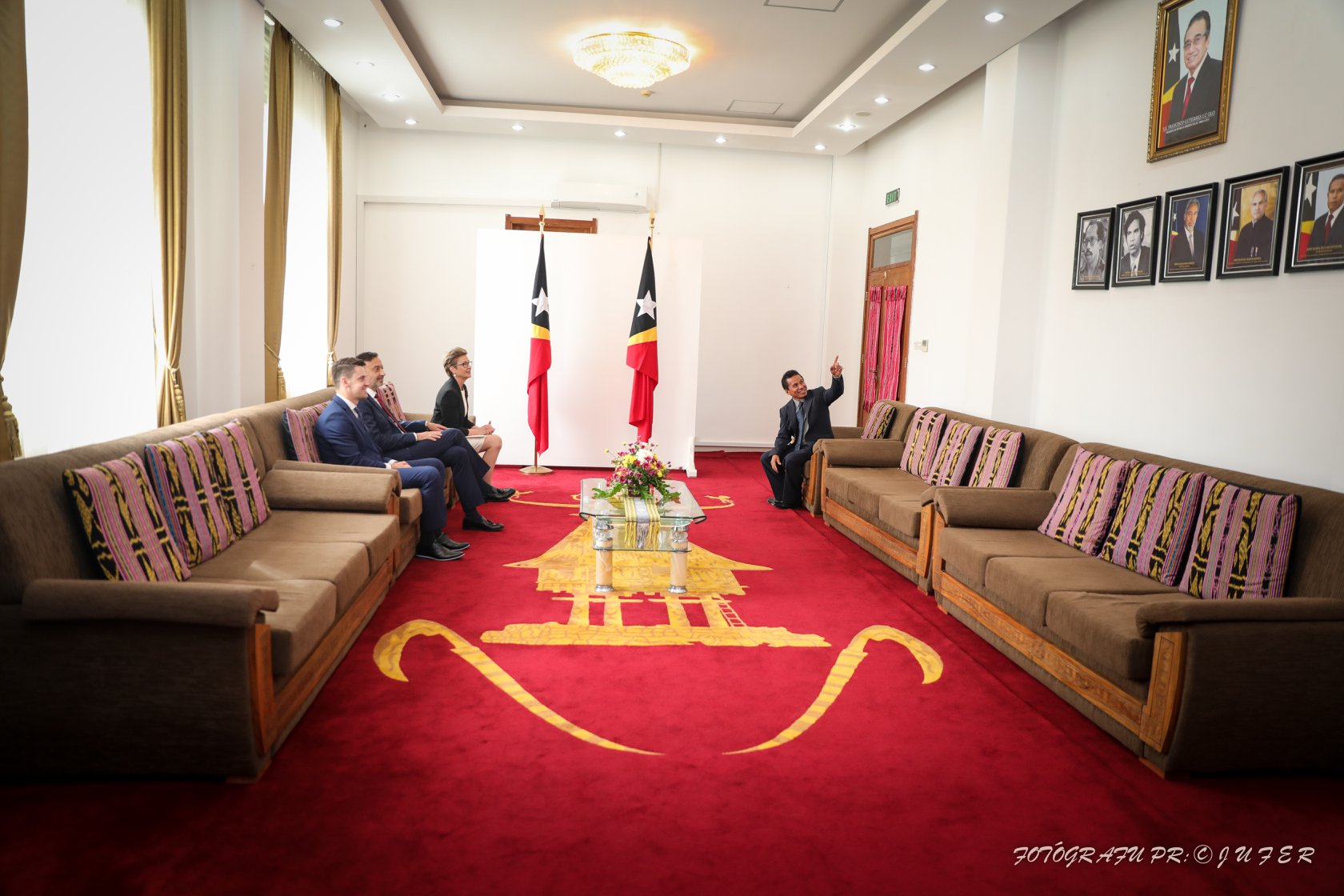
Polens Botschafterin Beata Stoczyńska wartet auf ihre Audienz
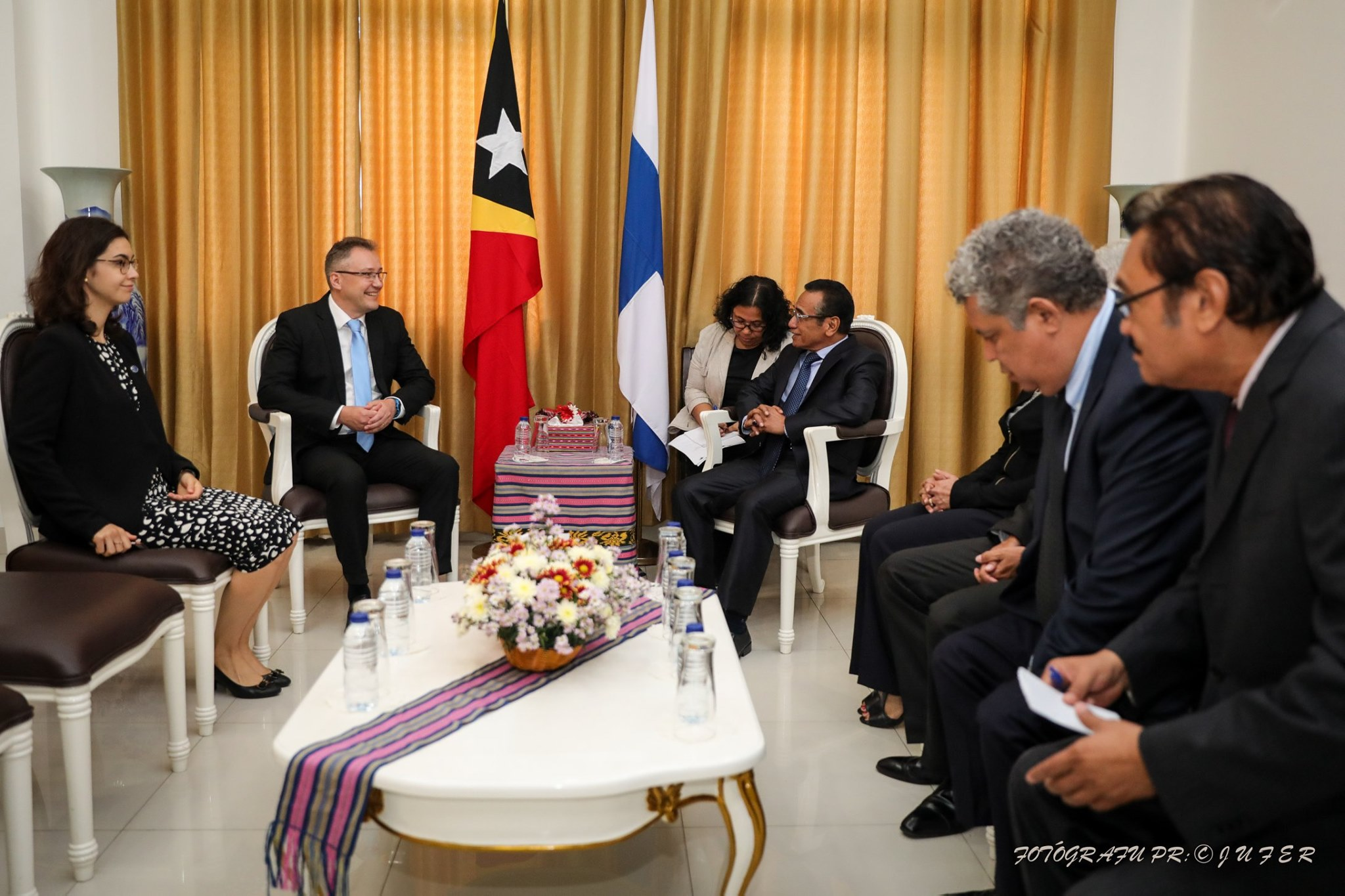
Der finnische Botschafter Jari Sinkari im Gespräch mit Staatspräsident Guterres
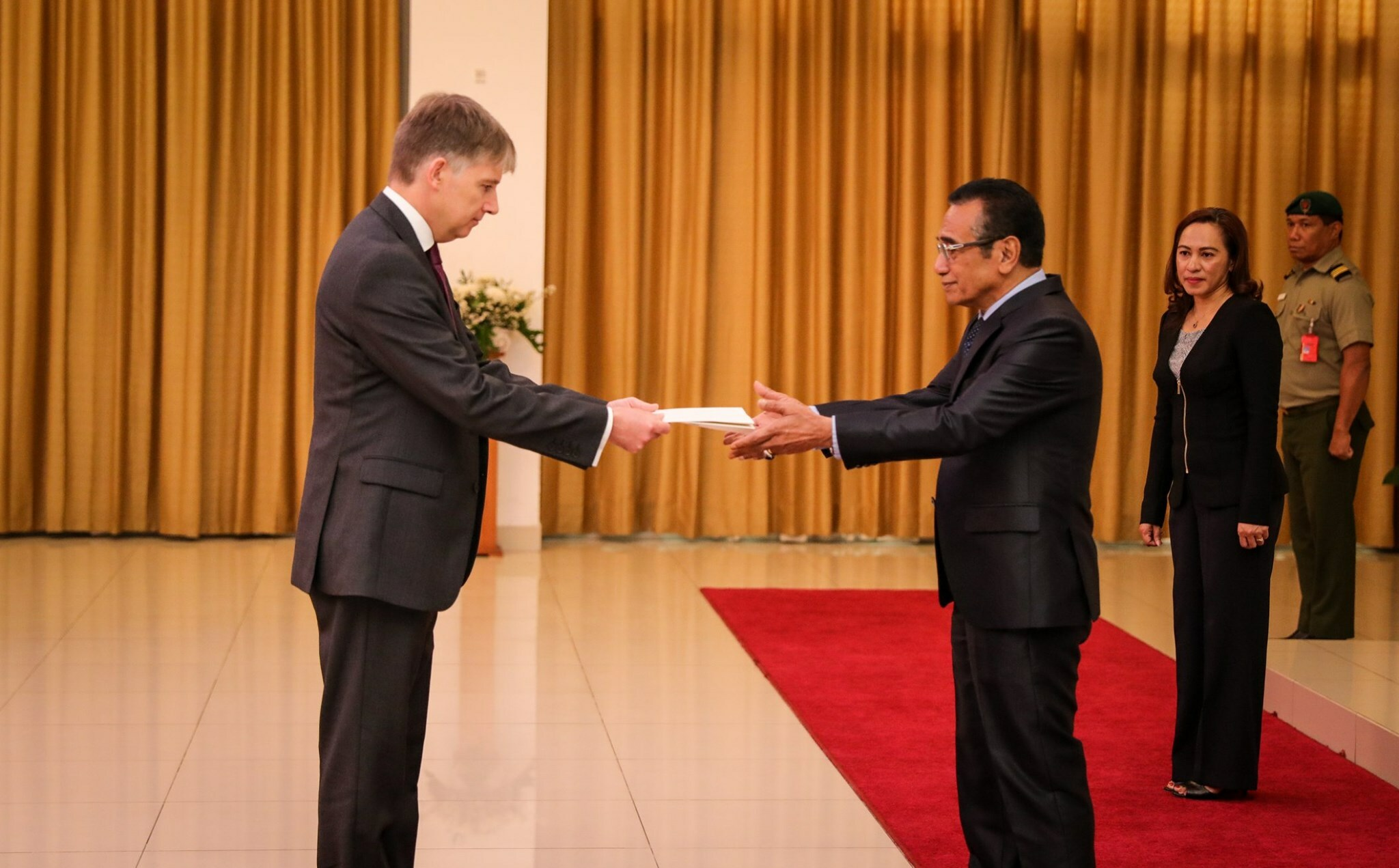
Der britische Botschafter Owen John Jenkins übergibt seine Akkreditierung
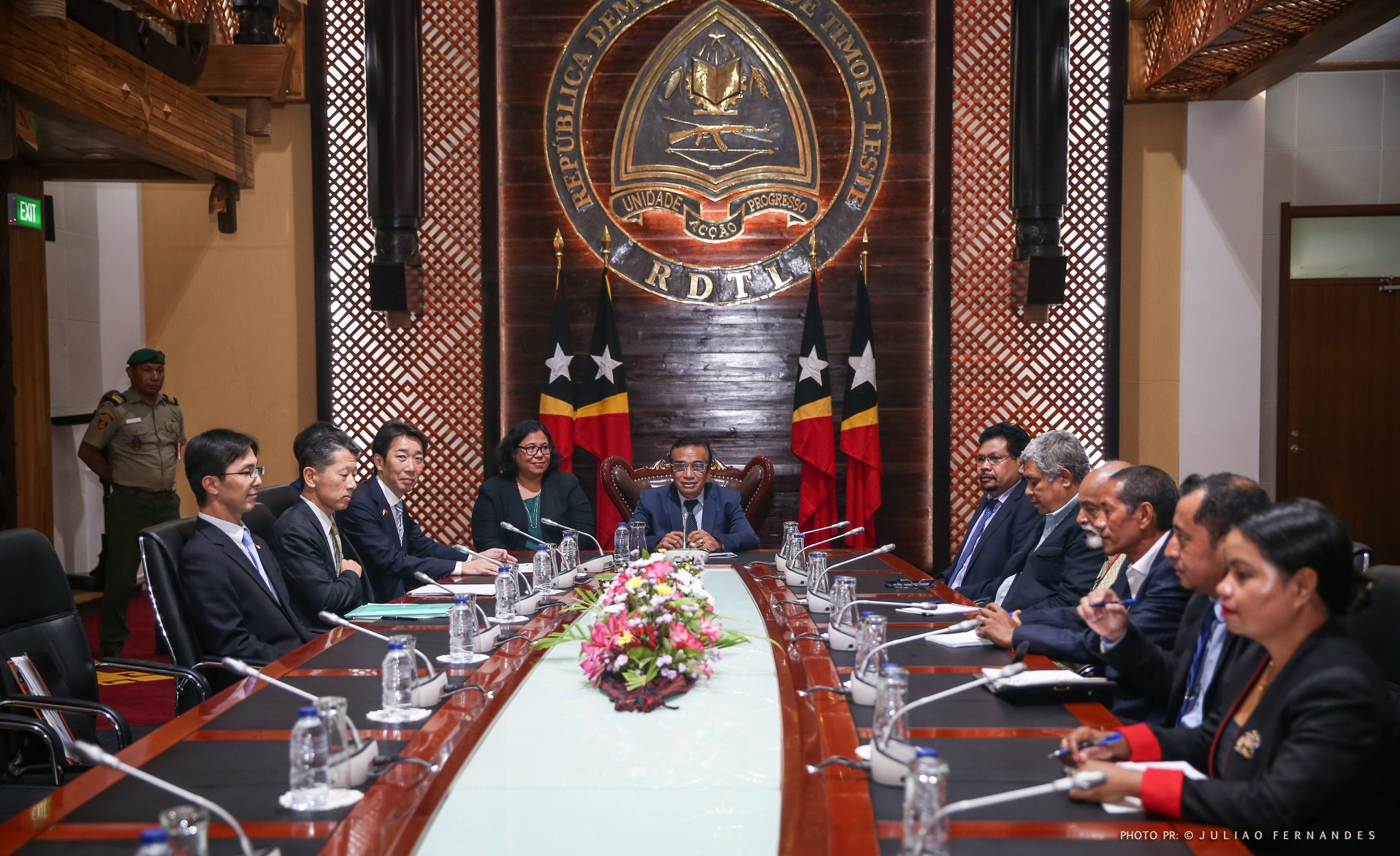
Eine japanische Delegation unter Vize-Außenminister Nakayama Norihiro besucht Francisco Guterres
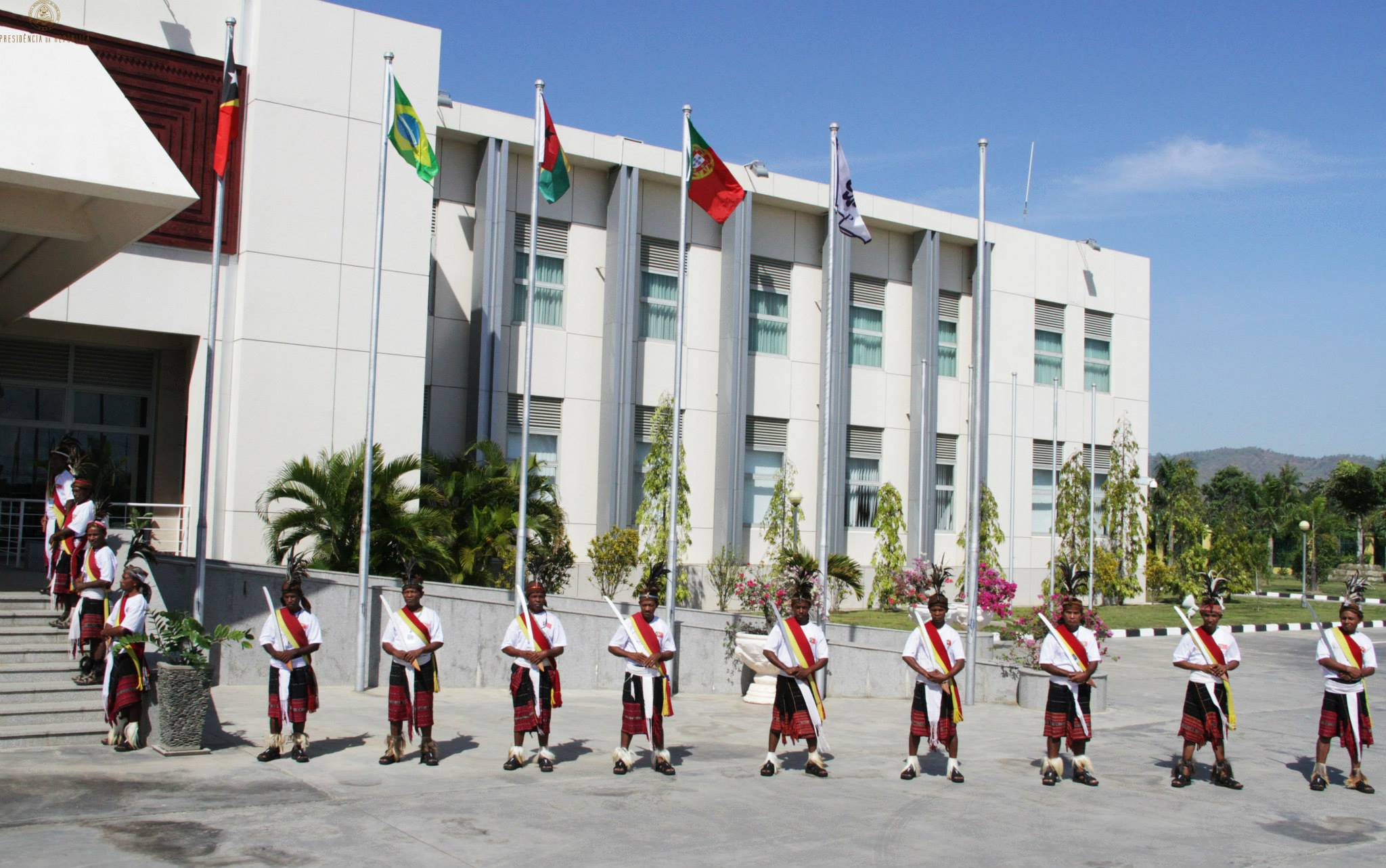
Moradores der Guarda e Segurança Presidencial (2014)